# John P. McCarthy
John P. McCarthy (17 de marzo de 1884 – 4 de septiembre de 1962) fue un director, guionista y actor cinematográfico de nacionalidad estadounidense, activo desde los años 1920 hasta 1945.  

## Biografía
Nacido en San Francisco, California, McCarthy entró en el cine en 1914. En sus inicios fue actor, trabajando en diferentes producciones de cine mudo en la década de 1910, pasando a dirigir a partir de 1920, y escribiendo habitualmente sus propios guiones. Aunque dirigió ocasionalmente dramas y comedias, se especializó en el género western, el cual forma la mayor parte de su filmografía.
Su primera actuación llegó con un pequeño papel en el corto The Wireless Voice, actuando en los siguientes cuatro años en 8 filmes, todos ellos cortos, excepto el clásico de 1916 dirigido por D. W. Griffith Intolerancia, producción en la cual encarnaba a un guardia de prisión.
McCarthy pasó tras la cámara en 1920, escribiendo, produciendo y dirigiendo Out of the Dust, film protagonizado por Russell Simpson. Escribió 18 guiones, todos los cuales, excepto cuatro, dirigió él mismo
. Entre sus filmes mudos más destacados figuran The Lovelorn (1927), y Diamond Handcuffs (1928). McCarthy dirigió un total de 38 producciones a lo largo de una trayectoria de 25 años, 12 de ellas mudas. Su año más prolífico fue 1931, cuando dirigió ocho filmes, dos de los cuales también escribió: Cavalier of the West y God's Country and the Man. De sus 38 cintas, 28 fueron westerns. Algunas de sus películas sonoras más destacadas fueron: Oklahoma Cyclone (1930), uno de los primeros filmes con un cowboy cantante; The Law of 45's, precursor de la serie western de Republic Pictures The Three Mesquiteers; y el film de 1936 Song of the Gringo, película en la que debutaba Tex Ritter.
A principios de los años 1940 tuvo un período alejado de la industria cinematográfica, volviendo al trabajo en 1944. Su último trabajo como director formó parte de la serie The Cisco Kid, la cinta de 1945 The Cisco Kid Returns. En 1946 McCarthy escribió el guion del western Under Arizona Skies, dirigido por Lambert Hillyer, siendo dicha película su último trabajo para el cine.
John P. McCarthy falleció en Pasadena, California, en 1962, a causa de un infarto agudo de miocardio.

## Filmografía
- The Wireless Voice (1914) - actor
- Who Shot Bud Walton? (1914) - actor
- The Availing Prayer (1914) - actor
- For His Pal (1915) - actor
- The Little Orphans (1915) - actor
- Jerry's Double Header (1916) - actor
- Intolerancia (1916) - actor
- The Flying Target (1917) - actor
- Out of the Dust (1920) - guionista, director, productor
- Shadows of Conscience (1921) - guionista, director
- Brand of Cowardice (1925) - guionista, director
- Hurricane Hal (1925) - guionista
- Pals (1925) - director
- The Border Whirlwind (1926) - director
- Vanishing Hoofs (1926) - director
- His Foreign Wife (1927) - guionista, director
- Becky (1927) - director
- The Devil's Masterpiece (1927) - director
- The Lovelorn (1927) - director
- Diamond Handcuffs (1928) - director
- The Eternal Woman (1929) - director
- Headin' North (1930) - guionista, director
- The Land of Missing Men (1930) - guionista, director
- Oklahoma Cyclone (1930) - guionista, director
- Cavalier of the West (1931) - guionista, director
- Mother and Son (1931) - director
- Sunrise Trail (1931) - director
- God's Country and the Man (1931) - guionista, director
- Nevada Buckaroo (1931) - director
- Rider of the Plains (1931) - director
- Ships of Hate (1931) - director
- The Ridin' Fool (1931) - director
- Beyond the Rockies (1932) - guionista
- The Forty-Niners (1932) - director
- The Western Code (1932) - director
- Lucky Larrigan (1932) - guionista, director
- The Fighting Champ (1932) - director
- The Return of Casey Jones (1933) - guionista, director
- The Gallant Fool (1932) - guionista
- Crashin' Broadway (1933) - director
- Trailing North (1933) - director
- The Law of 45's (1935) - director
- Lawless Border (1935) - director
- Song of the Gringo (1936) - guionista, director
- The Lion Man (1936) - director
- Conspiracy - guionista
- Marked Trails (1944) - guionista, director
- Raiders of the Border (1944) - director
- The Cisco Kid Returns (1945) - director
- Under Arizona Skies (1946) - guionista